# Rativates
Rativates — рід орнітомімідних тероподових динозаврів із формації Dinosaur Park в Альберті. Типовим видом є Rativates evadens.

## Відкриття та найменування
1934 року Леві Стернберг виявив скелет невеликого орнітоміміда в кар'єрі № 028 біля річки Ред-Дір у районі нинішнього Провінційного парку динозаврів у Канаді. У 1950 році він вважав його зразком Struthiomimus. У 1972 році Дейл Алан Рассел офіційно відніс цей зразок до Struthiomimus altus; він частково заснував свою реконструкцію S. altus на черепі зразка. Залишок скелета не був описаний до 2016 року.
2016 року типовий вид Rativates evadens був названий і описаний Бредлі МакФітерсом, Майклом Дж. Раяном, Клаудією Шредер-Адамс і Томасом М. Калленом. Родова назва походить від латинського ratis, «пліт», стосовно птахів групи ратитових, і vates, «провидець», оскільки орнітоміміди нібито передбачили майбутнє існування ратичних, на яких вони схожі. Видова назва evadens на латині означає «ухиляється», посилаючись на здатність швидкої тварини уникати хижаків і на її вісімдесятирічне ухилення від того, щоб бути визнаною окремим видом.
Голотип, ROM 1790, був знайдений у шарі нижньої формації Dinosaur Park, яка датується пізнім кампаном. Він складається з часткового скелета, включаючи морду, передні нижні щелепи, останній задній хребець, шість крижових хребців, шістнадцять передніх хвостових хребців, які можуть або не можуть утворювати природний ряд, повний таз і задні кінцівки (за винятком пальці правої ноги). Багато кісток пошкоджені та стиснуті. Це частина колекції Королівського музею Онтаріо.

## Опис

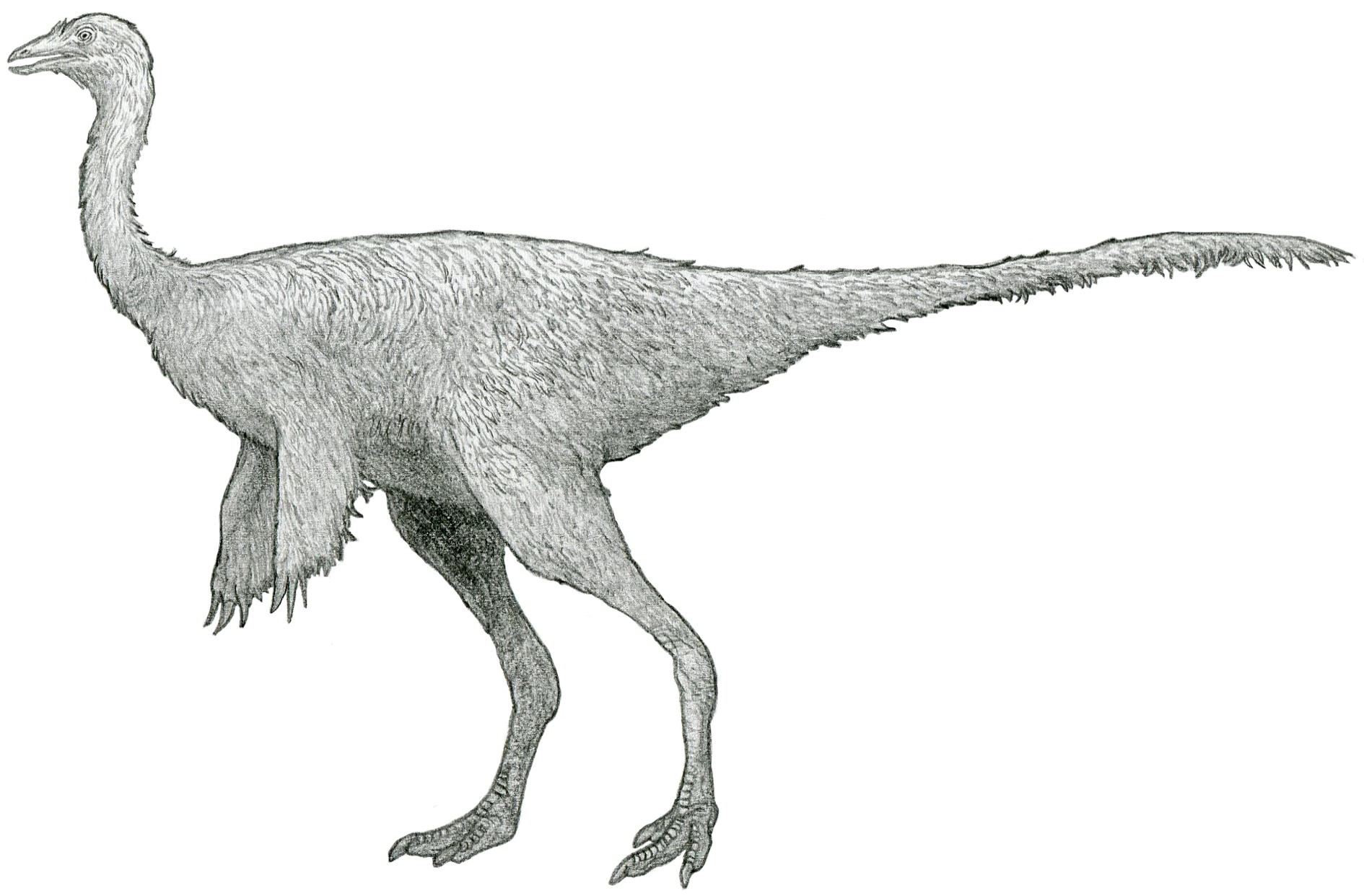
Художнє представлення

Відомий екземпляр Rativates був неповнолітньою або дорослою особиною віком принаймні восьми років, як видно через лінії зупиненого росту в тонкій частині правої стегнової кістки.
Автори визначили чотири аутапоморфії, унікальні похідні риси, які відрізняють Rativates від усіх інших орнітомімід: частина верхньої щелепи, що контактує з югалом, відносно коротка та розташована задньо-вентрально; хвостові хребці перед точкою переходу (де хвостові хребці стають різко тоншими та подовженими) мають незвично короткі горизонтальні нервові шипи, схожі на бугор; ліва і права сідничні кістки повністю зрощені на задній поверхні, без вертикальної щілини між ними; а згинальний край третьої плеснової кістки прямий, а не увігнутий, як в інших орнітомімід.
Крім того, автори також відзначили інші унікальні риси. На відміну від Struthiomimus, передня частина клубової кістки простягається вперед до кінця лобкової кістки, а медіальний (внутрішній) край третьої плеснової кістки також більш прямий. Порівняно з Ornithomimus передня частина пропорційно коротша. Нарешті, Rativates менший за великого орнітоміміда Парку динозаврів (станом на 2016 рік досі без назви), а також відрізняється анатомією своїх кігтів (кігтів ніг).
Кладограма:

|  | Sinornithomimus dongi |
|  | |
|  | Gallimimus bullatus |
|  | |
|  | \| \| Rativates evadens \| \| \| \| \| \| Struthiomimus altus \| \| \| \| \| \| Qiupalong henanensis \| \| \| \| \| \| Ansermimimus planinychus \| \| \| \| \| \| Ornithomimus edmontonicus \| \| \| \| |
|  | |
|  | Rativates evadens |
|  | |
|  | Struthiomimus altus |
|  | |
|  | Qiupalong henanensis |
|  | |
|  | Ansermimimus planinychus |
|  | |
|  | Ornithomimus edmontonicus |
|  | |

|  | Rativates evadens         |
|  |                           |
|  | Struthiomimus altus       |
|  |                           |
|  | Qiupalong henanensis      |
|  |                           |
|  | Ansermimimus planinychus  |
|  |                           |
|  | Ornithomimus edmontonicus |
|  |                           |

|  | Sinornithomimus dongi |
|  | |
|  | Gallimimus bullatus |
|  | |
|  | \| \| Rativates evadens \| \| \| \| \| \| Struthiomimus altus \| \| \| \| \| \| Qiupalong henanensis \| \| \| \| \| \| Ansermimimus planinychus \| \| \| \| \| \| Ornithomimus edmontonicus \| \| \| \| |
|  | |
|  | Rativates evadens |
|  | |
|  | Struthiomimus altus |
|  | |
|  | Qiupalong henanensis |
|  | |
|  | Ansermimimus planinychus |
|  | |
|  | Ornithomimus edmontonicus |
|  | |

|  | Rativates evadens         |
|  |                           |
|  | Struthiomimus altus       |
|  |                           |
|  | Qiupalong henanensis      |
|  |                           |
|  | Ansermimimus planinychus  |
|  |                           |
|  | Ornithomimus edmontonicus |
|  |                           |

|  | Sinornithomimus dongi |
|  | |
|  | Gallimimus bullatus |
|  | |
|  | \| \| Rativates evadens \| \| \| \| \| \| Struthiomimus altus \| \| \| \| \| \| Qiupalong henanensis \| \| \| \| \| \| Ansermimimus planinychus \| \| \| \| \| \| Ornithomimus edmontonicus \| \| \| \| |
|  | |
|  | Rativates evadens |
|  | |
|  | Struthiomimus altus |
|  | |
|  | Qiupalong henanensis |
|  | |
|  | Ansermimimus planinychus |
|  | |
|  | Ornithomimus edmontonicus |
|  | |

|  | Rativates evadens         |
|  |                           |
|  | Struthiomimus altus       |
|  |                           |
|  | Qiupalong henanensis      |
|  |                           |
|  | Ansermimimus planinychus  |
|  |                           |
|  | Ornithomimus edmontonicus |
|  |                           |

|  | Sinornithomimus dongi |
|  | |
|  | Gallimimus bullatus |
|  | |
|  | \| \| Rativates evadens \| \| \| \| \| \| Struthiomimus altus \| \| \| \| \| \| Qiupalong henanensis \| \| \| \| \| \| Ansermimimus planinychus \| \| \| \| \| \| Ornithomimus edmontonicus \| \| \| \| |
|  | |
|  | Rativates evadens |
|  | |
|  | Struthiomimus altus |
|  | |
|  | Qiupalong henanensis |
|  | |
|  | Ansermimimus planinychus |
|  | |
|  | Ornithomimus edmontonicus |
|  | |

|  | Rativates evadens         |
|  |                           |
|  | Struthiomimus altus       |
|  |                           |
|  | Qiupalong henanensis      |
|  |                           |
|  | Ansermimimus planinychus  |
|  |                           |
|  | Ornithomimus edmontonicus |
|  |                           |